# Propebela svetlanae
Propebela svetlanae é uma espécie de gastrópode do gênero Propebela, pertencente a família Mangeliidae.